# Tlenek cyrkonu(IV)
Tlenek cyrkonu(IV), dwutlenek cyrkonu, ZrO2 – nieorganiczny związek chemiczny, tlenek cyrkonu na IV stopniu utlenienia. W temperaturze pokojowej jest to białe, krystaliczne ciało stałe, odporne chemicznie i bardzo trudno topliwe. Krystalizuje w układzie heksagonalnym, regularnym lub tetragonalnym. Regularny dwutlenek cyrkonu jest stosowany jako imitacja diamentu i nazywany wówczas cyrkonią (ma podobną twardość, współczynnik załamania światła i inne właściwości). Spiekany ZrO2 używany jest do produkcji noży ceramicznych.
Stosowany jest również w stomatologii do produkcji podbudów do budowy uzupełnień protetycznych takich jak korony i mosty lub mocnych, wytrzymałych protez dentystycznych wykonanych w całości z monolitycznego tlenku cyrkonu.